# Philippe Housiaux
Philippe Housiaux (Elsene, 10 december 1947) is een voormalige Belgische atleet, die gespecialiseerd was in het verspringen en de sprint. Hij nam eenmaal deel aan de Olympische Spelen, maar won bij die gelegenheid geen medaille. Bij het verspringen was hij Belgisch recordhouder van 1968 tot 1976 en op de 200 m van 1968 tot 1969.

## Loopbaan
Housiaux is doctor in de rechten en haalde een postgraduaat in marketing. In 1968 nam hij namens België deel aan de Olympische Spelen van Mexico-Stad. Hij kwam hierbij uit op drie onderdelen, te weten de 100 m, 200 m en het verspringen. Op alle drie de onderdelen sneuvelde hij in de eerste ronde. Drie jaar later moest hij bij het verspringen met 7,70 m genoegen nemen met een vijfde plaats op de Europese indoorkampioenschappen in het Bulgaarse Sofia. Deze wedstrijd werd gewonnen door de West-Duitser Hans Baumgartner met een afstand van 8,12.
Philippe Housiaux was een van de achttien leden die de Belgische vereniging van olympiërs oprichtte. Deze vereniging bestaat uit de 800 nog levende Belgen die deelnamen aan de Olympische Spelen. Ook is hij co-voorzitter van de Koninklijke Belgische Atletiekbond.

## Belgische kampioenschappen
| onderdeel   | jaar |
| ----------- | ---- |
| verspringen | 1969 |

## Persoonlijke records
| Onderdeel   | Prestatie | Datum      | Plaats  |
| ----------- | --------- | ---------- | ------- |
| 100 m       | 10,4 s    | 1968       |         |
| 200 m       | 21,0 s    | 1971       |         |
| verspringen | 7,75 m    | 4 mei 1969 | Brussel |

## Palmares

### 100 m
- 1968: 7e in series OS in Mexico-Stad - 10,9 s

### 200 m
- 1968: 7e in series OS in Mexico-Stad - 10,9 s

### verspringen
- 1968: 12e in kwal. ronde OS in Mexico-Stad - 7,44 m
- 1969:  BK AC - 7,35 m
- 1970: 16e EK indoor in Wenen - 7,33 m
- 1971: 5e EK indoor in Sofia - 7,70 m

## Onderscheidingen
- 1969: Gouden Spike